# Ernst von Rath
Ernst Eduard von Rath (Frankfurt am Main, 3 de juny de 1909 - París, 9 de novembre de 1938) va ser un diplomàtic alemany del partit nazi, secretari de l'ambaixada alemanya a París, conegut pel seu assassinat a mans del refugiat alemany d'origen polonès Herschel Grynszpan, que a més a més era jueu. El seu assassinat va ser utilitzat pel partit Nazi per desencadenar la Nit dels vidres trencats.

## Primeres referències
Von Rath va estudiar al Realgymnasium de Breslau. Més endavant, va estudiar Dret a Bonn, Múnic i Königsberg, i ja el 1932 es va afiliar al Partit Nazi. El 1933 es va unir a les Sturmabteilung (SA).
A partir del 1934 va treballar com a agregat del Ministeri d'Exteriors a Bucarest i, finalment, a París.

## Assassinat
Un cop assignat a l'ambaixada alemanya a París, von Rath va rebre la visita d'un jueu alemany, Herschel Grynszpan, que volia intercedir per la seva família. Amb motiu de les deportacions de jueus d'origen polonès que va promulgar el règim nazi, milers de persones van ser deportades i deixades a la frontera entre Alemanya i Polònia. El govern polonès, davant d'aquesta allau de refugiats, va decidir tancar la frontera, provocant que milers de persones haguessin de viure a la intempèrie en terra de ningú.
Grynszpan havia estat enviat a París per la seva família que, espantada per l'evolució de la situació dels jueus a Alemanya, van decidir que el seu fill estaria millor a França. Quan Herschel va rebre una carta dels seus familiars explicant-li les penalitats que havien d'aguantar en el campament de refugiats polonès, va decidir intentar intercedir per ells davant de les autoritats nazis. Com que es trobava a París, es va dirigir a l'ambaixada alemanya.
Sembla que Grynszpan va intentar reunir-se amb von Rath, però aquest no en va fer gaire cas. El 7 de novembre de 1938 el jove jueu (quan van passar aquests fets només tenia 17 anys), veient que no aconseguiria res, va anar a trobar a Ernst von Rath i li va disparar cinc trets. Les bales van ferir una espatlla i van travessar el braç del diplomàtic alemany.
Von Rath va rebre cirurgia d'emergència per intentar salvar-li la vida i, fins i tot, Adolf Hitler va ordenar al seu metge privat, Karl Brandt, que es desplacés a París per col·laborar amb els metges francesos. Però no van aconseguir salvar la vida de Von Rath, que moria dos dies després de l'atemptat, el 9 de novembre.

## Conseqüències
Al llarg d'aquests dos dies, des que es va conèixer a Alemanya la notícia de l'atemptat fins a arribar, finalment, la nova de la seva mort, els principals dirigents del Partit Nazi es van anar reunint per planejar una estratègia per respondre el que consideraven un atac contra el seu règim, no tant contra la figura de Von Rath. Finalment, el plantejament que defensaven personatges com Joseph Goebbels, un dels ideòlegs més rellevants de l'eliminació dels jueus, van conduir als nazis a desencadenar la Nit dels vidres trencats